# Daniel Vogel
Pour les articles homonymes, voir Vogel.
Daniel Vogel, né le 10 juin 1943 à Muri bei Bern (originaire de Kölliken), est une personnalité politique suisse du canton de Neuchâtel, membre du Parti radical-démocratique. Il est conseiller national de 1995 à 1999.

## Biographie
Daniel Vogel naît le 10 juin 1943 à Muri bei Bern. Il est originaire de Kölliken, dans le canton d'Argovie. Il s'établit à La Chaux-de-Fonds en 1963 après avoir passé son enfance dans le Jura bernois. Il obtient un diplôme fédéral de comptable et travaille dans le domaine de l'informatique. Dans les années 1980, il est directeur d'une succursale d'une société de services et conseils en informatique. Il enseigne également l'informatique à l'école professionnelle de La Chaux-de-Fonds.
Après la fin de son mandat au Conseil national en 1999, il devient consultant pour des entreprises. En 2006, il est nommé président du conseil d'administration de Nomad, l'organisation cantonale neuchâteloise chargée des soins à domicile.
Il est marié et père de deux enfants. Sa fille Stéphanie Vogel est députée radicale au Grand Conseil du canton de Neuchâtel.

## Parcours politique
Membre du Parti radical-démocratique (PRD), Daniel Vogel est membre du Conseil général (législatif) de La Chaux-de-Fonds de 1978 à 1986. Il préside le Conseil général en 1984. Il est élu au Conseil communal (exécutif) le 25 novembre 1986 pour succéder à son collègue de parti Robert Moser et entre en fonction en janvier 1987. Il reste à ce poste jusqu'en 2000, année où il ne se représente pas aux élections communales.
Il siège au Grand Conseil du canton de Neuchâtel de 1985 à 1995.
En 1995, il est élu au Conseil national. Il siège au sein de la Commission des transports et des télécommunications (CTT). Il n'est pas réélu lors des élections fédérales de 1999, l'un des deux sièges du PRD passant à l'écologiste Fernand Cuche.